# 南海11001系電車
南海11001系電車（なんかい11001けいでんしゃ）は、南海電気鉄道に在籍した優等列車用の電車。
本稿では旧型車機器流用車である12001系電車及び本系列の改造車である1000系電車（初代）についても記述する。

## 11001系・12001系

### 製造経緯
11001系は南海電気鉄道初のカルダン駆動車である。1954年から1962年にかけて5両編成3本（15両）・4両編成5本（20両）・2両編成4本（8両）の合計43両が帝國車輛工業（後に東急車輛製造（現・総合車両製作所）に吸収合併）で製造された。また、1954年には11001系と同一の車体ながら吊り掛け駆動車とした12001系2両編成2本（4両）が近畿車輛で製造された。後に編成組み換えを数回行い、12001系の11001系への編入を経て、最終的に6両編成2本（12両）・5両編成7本（35両）となった。

### 11001系初期車・12001系
1954年に制御電動車(Mc)であるモハ11001形11001〜11008、モハ12001形12001・12002、それに制御車(Tc)であるクハ12801形12801・12802の3形式12両が製造された。
モハ11001形は奇数番号車と偶数番号車でペアを組んで、モハ12001形とクハ12801形もペアを組んで、それぞれ2両編成を最小単位としてこれを2組合わせた4両編成で運用された。ただし、これらのグループは2両単位での使用も考慮されていたため、2両で当時運行されていた難波 - 住吉公園（現・住吉大社）間の各駅停車や天王寺支線に入線する場合もあった。また11001系についても一部で編成を分割した片割れのモハ11001形を別の編成に増結して3両編成として運用する例も見られた。

#### 編成
（←難波）
- 11001系
  - 11001-11002
  - 11003-11004
  - 11005-11006
  - 11007-11008
- 12001系
  - 12001-12801
  - 12002-12802

#### 車体
車体は2001形最終増備車の流れを汲む窓配置であり、前面貫通扉付・20m級2扉という構成はこれと共通する。ただし、当時私鉄各社が競って製造していた高性能車群にならって構体構造が準張殻構造となり、構体の基本部分に高抗張力鋼を用いることで自重の大幅な軽量化を実現している。
外観上は、雨樋取り付け位置が低くなり、ノーシル・ノーヘッダー構造となったことで平滑かつ実際よりも長く見えるエクステリアデザインとなった。
塗装は社内呼称をオリエンタルグリーンと称する淡い緑色を基本とし、前面窓下から側窓下にかけてエメラルドグリーンの細帯が巻かれた。
車内ではオール転換式クロスシートをシートピッチ905mmで配置し、荷棚下には読書灯を設置するなど、戦前の伝統が受け継がれる一方で、車内照明への蛍光灯の採用、扇風機の設置など、接客設備の向上も図られた。

#### 主要機器
11001系では主電動機は東洋電機製造TDK-822-A、主制御器は日立製作所MMC-HB11、電動発電機は交流式の東芝CLG-305を採用し、独立した電動車を連ねた全電動車組成としたため、全車難波寄りにパンタグラフとして東洋電機製造PT-35S-Zが搭載されていた。また、制動方式はA動作弁に中継弁を付加し、発電制動と連動する三菱電機AMAR-D自動空気ブレーキが採用され、空気圧縮機は三菱電機DH-25、台車は鋳鋼製ウィングバネ式台車である住友金属工業FS19が装着された。
駆動装置は軌間1067mm向けとしては日本で初めて、東洋電機製造が開発した中空軸平行カルダン駆動方式を採用した。当時の狭軌では元来車輪間のバックゲージの制約から、継手寸法の大きなWNドライブの採用が困難であり、そのためカルダン駆動化には構造が複雑な直角カルダン駆動方式を選択するほか無かった。しかし、11001系における中空軸平行カルダンの成功により、保守上の理由などからカルダン駆動車の製造を渋っていた国鉄でもその導入に動き出し、やがてそれはモハ90系（後の101系）として結実した。もっとも、11001系設計の時点では中空軸カルダン駆動といえども大出力電動機の採用は困難であり、このため低出力の主電動機を全車に裝架する全電動車方式を採らざるを得なかった。歯車比は80:14 = 1:5.71に設定されている。
一方、12001系は新車製造コスト節約を目的として、モハ2001形増備車用として購入されたものの使用されず、長らく天下茶屋工場でストック品となっていた主電動機を流用したため、従来通りの吊り掛け駆動とされ、編成も大出力を利してMT比1:1の1M1T編成とされた。
このため、主電動機は三菱電機MB-186-AFR、主制御器は新造の東洋電機製造AUD-20 (単位スイッチ式、停止用発電制動付) 、電動発電機は東芝CLG-305を採用し、パンタグラフはモハ12001形の難波寄りに東洋電機製造PT-35S-Zが搭載された。また、制動方式は三菱電機AMAR-D（モハ）およびATAR（クハ）、空気圧縮機は同じく三菱電機D-3-Fで、台車は11001系のFS19と同系であるものの大型の大出力吊り掛け式電動機を装架するために軸距が500mm延伸されて2,600mmへ、車輪径も860mmから914mmへそれぞれ大型化された、ウィングバネ式台車の住友金属工業FS18を新造の上で装着した。

### 11001系後期車
1956年から1962年にかけて、制御電動車(Mc)であるモハ11001形11009〜11022と中間電動車(M)であるモハ11100形11100〜11120の計35両が製造された。
1956年の製造開始当初はモハ11001-モハ11100-モハ11100-モハ11001の4両固定編成であったが、1957年度増備編成以降はモハ11100形を1両追加し、モハ11001-モハ11100-モハ11100-モハ11100-モハ11001の5両固定編成となった。
なお、モハ11100形は奇数偶数の区別無く全車同一仕様で製造されている。

#### 編成
（←難波）
- 1957年8月2日時点[注釈 10]。
  - 11009-11100(11010)-11101(11011)-11010(11012)
  - 11011(11013)-11102(11014)-11103(11015)-11012(11016)
  - 11013-11106-11107-11014
- 1958年9月12日時点
  - 11009-11100-11101-11102-11010
  - 11011-11103-11104-11105-11012
  - 11013-11106-11107-11108-11014
  - 11015-11109-11110-11111-11016
  - 11017-11112-11113-11114-11018
  - 11019-11115-11116-11117-11020
  - 11021-11118-11119-11120-11022

#### 車体
車体は基本的に初期車と同様であるが、先頭車は半流線形・前面非貫通型2枚窓のいわゆる「湘南型」となった。そして、雨樋が屋根上に移動して張上屋根になり、構体構造の一部見直しで車体裾部に丸みがつけられた。
ダークグリーンの細帯も前面は「金太郎塗り」の塗り分けラインとなり、1000系（初代）への改造後も「ヒゲ新」（「ヒゲの新車」の略）と呼ばれて親しまれるようになった。これらは、20m級車体を除き高野線用の21000系（および旧型車機器流用車の21200系）にも受け継がれている。
車内も混雑時の乗降を容易とすべく、車端部をロングシートとし、側扉間を転換式クロスシートとしたセミクロスシートを採用した。後に初期車も車端部はロングシートに改造されている。

#### 主要機器
制御方式および主要機器類は11001系初期車と同様である。但し、連結器は初期車では柴田式並型自動連結器であったが、後期車では密着自動連結器に変更された。また、初期車と区別するために便宜的に「11009系」と記述している資料もあるが、正確には初期車・後期車とも全て11001系である。

### 運用

#### 登場から主力へ
1954年に第1陣が竣工し、同年10月のダイヤ改正より運転開始した南海本線難波〜和歌山市間の特急（龍神（1955年4月21日のショートカットで駅名を堺に変更）・泉大津・岸和田・貝塚・泉佐野に停車）・急行（従来より設定）で華々しくデビューを飾った。
静かで乗り心地の良い本系列の就役開始は、並行線であり、かつて南海鉄道時代には同一資本の下で運営されていた国鉄阪和線利用客の不満を増大させた。このため、戦時買収線に対するものとしては異例の措置であったが、当時の最新鋭車である70系電車の直接新製配置という緊急対策を講じることを強いるなど、絶大な影響を国鉄に与えた。
この成功に気を良くした南海は、特に好評であった11001形の増備を決定し、1956年には4両固定編成として第2次車の投入を開始した。
また、同年に和歌山港線和歌山市〜和歌山港（後の築港町、現・廃止）間が開業すると、本系列の運転区間も難波駅〜和歌山港駅間に延長された。これにより、和歌山港〜小松島港（現在は徳島港）の航路に接続することで関西〜四国間の最短ルートが形成され、対四国連絡優等列車用をはじめとする南海本線の代表車種として、11001系と12001系は隆盛を極めることとなった。
更に1962年4月12日には、それまで18m級のモハ1201形を出力強化したモハ1551形が同系のクハ1901形と共に充当されていた四国連絡急行「あわ号」を特急に格上げの上で11001系に置き換え、同時に四国側で同日新設された準急「阿佐」（のち急行に昇格）に連絡する特急「とさ号」を新設し、そちらにも同系が充当された。また、1963年12月1日にはこれらの列車に特別料金を徴収する座席指定車を設定、和歌山港寄り1〜2両をこれに充てた。
1964年12月1日には、南海汽船に就航したカーフェリー「きい丸」に連絡する特急「きい号」を新設し、こちらにも11001系が充当されている。
かくして「あわ号」「とさ号」「きい号」が出揃い、殷賑を極めた四国連絡特急であったが、1968年10月1日のダイヤ改正で「四国号」に名称統合され、停車駅も新今宮（1966年12月1日開設）・堺・岸和田・和歌山市に整理・変更されている。ちなみに、四国側の急行「阿佐」も同日「よしの川」に名称統合されている。

#### 12001系の11001系編入と6両編成化の実施
1960年代後半に入ると、4両編成（11001系初期車・12001系は2両編成2本の併結）・5両編成の11001系・12001系は輸送力不足が目立ち始めた。このためまず1969年に、少数派であった12001系に対してモハ12001形の電装解除と付随車化、クハ12801形の付随車化を実施の上11001系への編入が行われた。
これらは当初4両編成で運用されていたモハ11001〜11004・11005〜11008の2編成と一部の11001系5両編成に挿入され、それぞれ5両編成・6両編成化を実現した。
これらは付随車であったため組込先編成の性能低下を招いたが、この時期南海本線の輸送状況は逼迫しており、また架線電圧の昇圧実施が目前に迫りつつあったため、将来の車両運用計画を考慮すると、他に選択肢がないのが当時の実情であった。

#### 昇圧に伴う1000系への改造
1973年10月、貴志川線を除く南海線で架線電圧の直流600Vから直流1,500Vへの昇圧が行われることとなった。しかし他の系列と違い、11001系は初期高性能車であり、直流600V専用として設計されていた主要機器類、特に主電動機と主制御器の改造が困難であった。このため特急の運用に必要な最低限の両数のみ、車体を流用して主要機器類等の大改造（詳細は後述）を実施することとし、後期車のうち車齢の若いラストナンバーから逆順にモハ11001形8両、モハ11100形16両を抽出の上、6連4本に再編成して1000系へと改称された。一方、それ以外の23両については1973年から1974年にかけて除籍することとし、11001系は形式消滅した。
除籍車は順次解体が進められたが、昇圧が困難であるだけで、製造から10〜20年程と車齢が若く状態も良好であったことから、モハ11001形初期車3両（11001・04・08）・後期車6両（11009〜14）の計9両が京福電気鉄道福井支社（現・えちぜん鉄道）へ譲渡され、同社3001形となった。

## 1000系電車（初代）

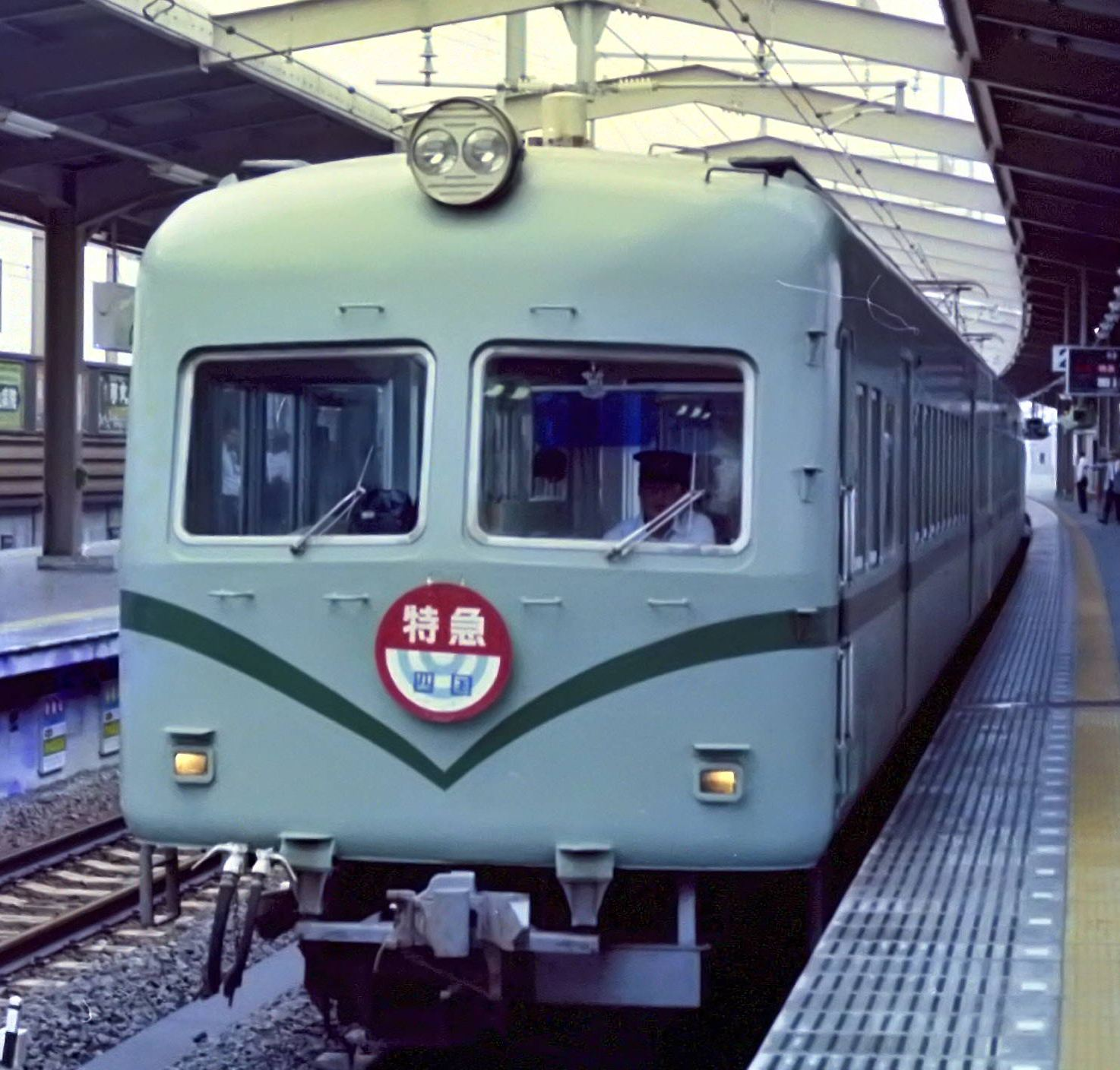
1000系「四国号」 1985年

### 改造経緯
南海電気鉄道鉄道線全線の架線電圧が直流600Vから直流1,500Vへ昇圧される際に、11001系後期車の一部に主要機器類等の更新改造を施した車両である。1973年〜1974年にかけて6両編成4本、合計24両が改造された。
種車となったのは1957年以降に製造されたモハ11001形11015〜11022とモハ11100形11105〜11120で、5両編成を6両編成に組み替えたため、不足する4両はより竣工時期の古い編成2本から抽出された。
車種構成は全面的に変更され、難波寄りからモハ1001形(Mc)-サハ1801形（奇数車）(T)-サハ1801形（偶数車）(T)-モハ1101形（偶数車）(M)-モハ1101形（奇数車）(M)-クハ1901形(Tc)とされ、MT比1:1の3M3T編成とされた。
モハ1001形1001〜1004はモハ11001形11015・11017・11019・11021、

モハ1101形1101〜1108はモハ11100形11105・11107・11109・11111・11113・11115・11117・11119、

サハ1801形1801〜1808はモハ11100形11106・11108・11110・11112・11114・11116・11118・11120、

クハ1901形1901〜1904はモハ11001形11016・11018・11020・11022をそれぞれ種車とした。

### 編成
（←難波）
- 1001-1801-1802-1102-1101-1901
- 1002-1803-1804-1104-1103-1902
- 1003-1805-1806-1106-1105-1903
- 1004-1807-1808-1108-1107-1904

### 車体
車体は基本的に11001系後期車の車体を流用している。ただし、各車とも三菱電機CU73集中式冷房装置（冷凍能力42,000Kcal/h）が屋根上に搭載され、車内天井部に風洞を設置の上で冷房化改造されている。このため、構体内部については重い集中式冷房装置を支持する必要から骨組の補強工事が実施されている。

### 主要機器
昇圧改造の際、主要機器類は基本的に6100系・7100系と同型の機器を新製して交換された。
主電動機は三菱電機MB-3072-B、主制御器はバーニア制御を併用する日立製作所VMC-HTB-20ANを採用し、台車については電動車は7000系電動車と同一のミンデン空気ばね台車である住友金属工業FS355を新造した上で装着したが、制御車と付随車については従来のFS319から主電動機を外した上で装着している。
駆動装置については、主電動機の変更に伴い11001系の中空軸平行カルダン駆動方式から三菱電機製のWNドライブに変更され、ブレーキもAMAR-D発電制動付自動空気ブレーキから電空同期が完全なHSC-D発電制動付電磁直通ブレーキに変更されている。
電動発電機についても、冷房装置を取り付けたため7100系冷房車と同様の大容量のものに交換されている。

### 運用

#### 登場
1973年に改造第1陣が竣工し、同年10月10日の南海電気鉄道鉄道線全線の昇圧と同時に南海本線・和歌山港線難波〜和歌山港間の特急「四国号」・急行で再デビューを飾った。
昇圧時に行われたダイヤ改正で和歌山港〜小松島港の航路が全便カーフェリー化・2時間ヘッド化されたのを受けて特急「四国号」も2時間ヘッド化され、更に難波〜和歌山市間に全車自由席の特急が増発されて、それと合わせて南海本線の特急が1時間ヘッドとなり、従来通り和歌山港寄り1〜2両が座席指定車となった特急「四国号」には1000系が、難波〜和歌山市間の自由席特急には本系列の他、7000・7100系（夏季は冷房車のみ）も充当された。これにより夏季の南海本線の特急は1974年以降、全列車冷房化された。また朝夕ラッシュなど合間に「四国号」以外にも自由席特急や急行などにも日常的に充当されたほか、多奈川線直通の急行「淡路号」に使用されることがあった。
1974年10月27日のダイヤ改正で昇圧による運転速度向上が図られ、「四国号」を含む特急の難波〜和歌山市間の所要時間は55分となった。
1000系は「四国号」・自由席特急・急行などの定期列車のほか、帰省ラッシュ時の「臨時四国号」、春・秋の行楽シーズン時の「みさき号」、夏の海水浴シーズン時の「サマー特急」など全車座席指定の臨時特急にも充当された。なお、帰省ラッシュ時に全車座席指定の「臨時四国号」が運転される時には、本来のダイヤで運行される「四国号」は全車自由席として、7000・7100系によって運転された。

#### 終焉
こうして関西〜四国間の最短ルートの一翼として使用されていた1000系も1980年代に入ると車体の老朽化・車内設備の陳腐化が顕著になり始めていた。その頃特急「こうや号」では新型の30000系が就役し、1984年に20000系の営業運転が終了しており、同世代の1000系についても新形車への代替が検討されるようになった。
もっとも、全席座席指定の特急専用車である20000系とは異なり、1000系の場合、座席指定車と一般車が混在する運用に充当されていたため、単一系列での代替は困難な状況であった。
そこで1000系の置換えに際して、座席指定車は30000系と同一のリクライニングシートを備える前面貫通路付の20m級車体に1000系の主要機器を流用して組合わせた10000系を新造し、1000系が担っていた朝夕ラッシュ時の運用の置換えについては9000系を新造し、これにより余剰となった7000系（更新車）・7100系を自由席車として10000系と併結して特急運用に充当することとなった。また、これらに加えて1000系の廃車で発生するFS355を、6000系更新車に転用することで乗り心地の悪いパイオニアIII台車の淘汰を図ることとした。
1000系は1985年から廃車が始まり、同年11月1日に特急「四国号」が廃止され10000系「サザン」がデビュー、1000系は特急運用から離脱し朝ラッシュ時のみの運用となった。1987年6月28日に最後まで残った1003Fによるさよなら運転が行われ、同年7月に同編成は廃車され1000系は形式消滅となった。本系列は廃車後、経年による車体老朽化のため、泉佐野市の業者に車体のみ譲渡された1003・1903号車を除いて全車解体となった。一方、同様の車体スタイルで高野線向けの21000系は、1997年まで自社線内で使用されたのち地方私鉄2社へ譲渡された。

## 形式名について
南海鉄道→南海電気鉄道において1000番台の形式称号を持つ車両としては、1924年に登場した電7形がモハ201形を経て1936年の出力別形式称号改正時にモハ1001形に改番されている。この初代モハ1001形は11001系が1000系へ改造される以前の1963年に全車廃車・形式消滅している。よってこの1000系は南海の「1000系」としては初代に当たるが、1000番台の形式称号を持つ車両としては初代ではなく2代目となる。
なお、当形式の全車廃車・形式消滅後の1992年に1000系が2代目（個別形式としては3代目）として登場している。